# Marquess of Milford Haven

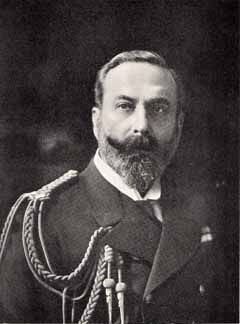
Louis Mountbatten, 1. Marquess of Milford Haven

Wappen des 1. Marquess of Milford Haven

Wappen des 2. Marquess of Milford Haven

Marquess of Milford Haven ist ein erblicher britischer Adelstitel in der Peerage of the United Kingdom.
Familiensitz des Marquess war zunächst Lynden Manor in Holyport, Berkshire, später dann Moyns Park in Birdbrook, Essex.

## Verleihung und nachgeordnete Titel
Der Titel wurde am 17. Juli 1917 für den früheren Ersten Seelord Prinz Ludwig Alexander von Battenberg geschaffen. Aufgrund der antideutschen Stimmung im Ersten Weltkrieg hatte dieser drei Tage zuvor seinen Familiennamen in Mountbatten geändert und auf seine deutschen Adelstitel verzichtet.
Gleichzeitig mit dem Marquesstitel wurden ihm die nachgeordneten Titel Earl of Medina und Viscount Alderney verliehen. Diese gehören ebenfalls zur Peerage of the United Kingdom und sind nach dem Fluss Medina auf der Isle of Wight und der Kanalinsel Alderney benannt. Der älteste Sohn des jeweiligen Marquess führt als Titelerbe den Höflichkeitstitel Earl of Medina.

## Liste der Marquesses of Milford Haven (1917)
- Louis Mountbatten, 1. Marquess of Milford Haven (1854–1921)
- George Mountbatten, 2. Marquess of Milford Haven (1892–1938)
- David Mountbatten, 3. Marquess of Milford Haven (1919–1970)
- George Mountbatten, 4. Marquess of Milford Haven (* 1961)

Titelerbe (heir apparent) ist der Sohn des jetzigen Marquesses, Harry Mountbatten, Earl of Medina (* 1991).